# Aitern
Aitern (Alemannisch Aitere) ist eine Gemeinde im Landkreis Lörrach in Baden-Württemberg (Deutschland). Mit 524 Einwohnern gehört sie zu den kleinsten Gemeinden im Kreis und ist Mitglied im Gemeindeverwaltungsverband Schönau im Schwarzwald. Das Gemeindegebiet weist reliefbedingt viele steile Hänge auf, so dass sich Besiedlung fast ausschließlich auf Hanglagen befinden. Durch das Gemeindegebiet führt die Belchenstraße hinauf zur Talstation der Belchenbahn. Der Gipfel selbst gehört zum Gebiet der Nachbargemeinde Schönau im Schwarzwald.

## Geografie

### Geografische Lage

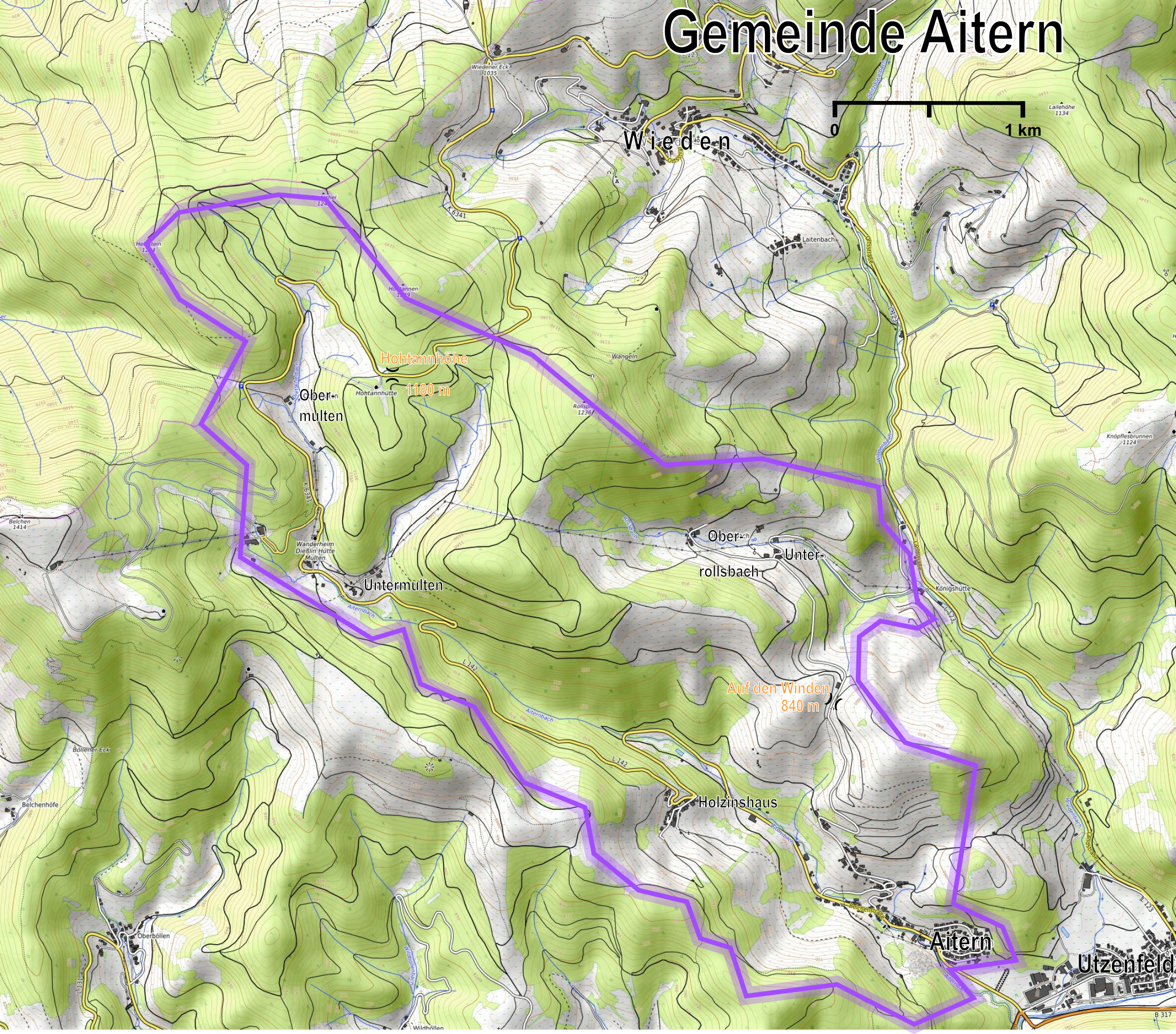
Gemeindegebiet Aitern

Aitern liegt in 580 bis 1.274 Meter Höhe im Tal des Aiternbachs, das sich vom Osthang des 1414 m ü. NHN hohen Belchen in das Wiesental hinabzieht. Das Gemeindegebiet deckt sich weitestgehend mit dem Einzugsgebiet des Aiternbachs. Aus diesem Grund verlaufen die Gemeindegrenzen entlang der Wasserscheiden. Lediglich in Rollsbach greift die Gemarkung ins Einzugsgebiet des benachbarten Wiedenbachs aus. Höchste Erhebungen sind der markante Grenzberg Rübgartenkopf (1246 m ü. NHN) nordöstlich des Belchens und der Heidstein am nordwestlichen Ende, der mit 1274 m ü. NHN Höhe der höchste Gipfel im Gemeindegebiet ist. Der Hauptort Aitern liegt am südöstlich stark abfallenden Rand des Gemeindegebietes und wird von den Grenzbergen Tannenboden (885 m ü. NHN) und Ochsenberg (866 m ü. NHN) eingerahmt.
Durch Aitern verläuft die L 142 (Belchenstraße) bergauf, die etwa 100 Meter nach dem Multener Wasserfall die Straßenbezeichnung zur Kreisstraße 6341 wechselt. Eine Abzweigung führt zur Talstation der Belchenbahnen. Die Kreisstraße selbst überwindet auf 1180 m ü. NHN die Hohtannhöhe in Richtung des Wiedener Ecks. Die Hohtannhöhe ist gleichzeitig der höchste Pass des Landkreises Lörrach, von welchem nur wenige Meter östlich die Gemeindegrenze zwischen Aitern und Wieden verläuft.
Vom Hauptort Aitern gelangt man über den Bergpass Auf den Winden ebenfalls ins Wiedener Tal.

### Gemeindegliederung
Zur 921 Hektar großen Gemeinde Aitern gehören das Dorf Aitern, die Weiler Holzinshaus, (Ober- und Unter-)Multen und die Höfe Oberrollsbach und Unterrollsbach. Im Gemeindegebiet liegt die Wüstung Swendenhütten. Das in Südost-Nordwest-Richtung langgestreckte Gemeindegebiet ist vor allem nach Nordwesten hin hauptsächlich bewaldet.
Die Gemeindefläche teilt sich wie folgt auf:
| Ortsteil          | Fläche in km² |
| ----------------- | ------------- |
| Aitern mit Multen | 6,45          |
| Holzinshaus       | 0,98          |
| Oberrollsbach     | 1,09          |
| Unterrollsbach    | 0,67          |
| Gesamt            | 9,21          |

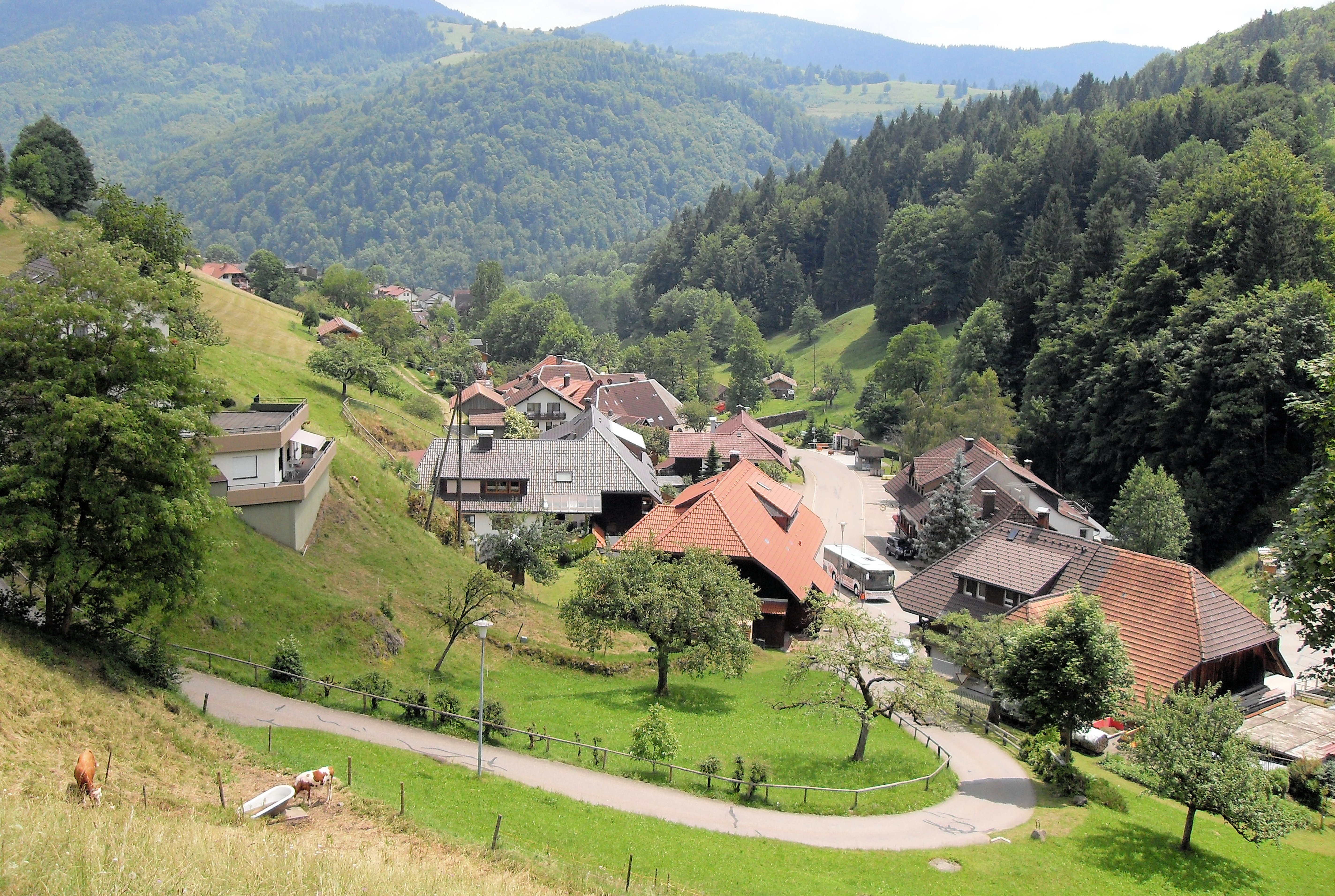
Blick auf Aitern von Nordwesten

In Multen endet der 100 Kilometer lange Fernskiwanderweg Schonach–Belchen, der längste Skiwanderweg im Schwarzwald. Es ist damit der Zielort des 100-Kilometer-Rucksacklaufs um den „Wäldercup“ auf dieser Strecke, mit Start in Schonach.

### Nachbargemeinden
Die Gemeinde grenzt im Norden an Münstertal im Landkreis Breisgau-Hochschwarzwald und Wieden, im Osten an Utzenfeld, im Süden an die Stadt Schönau im Schwarzwald und im Westen an Schönenberg.

### Klima

Klimadiagramm zu Aitern-Untermulten

Der Jahresniederschlag beträgt 1874 mm. Der Niederschlag liegt im oberen Drittel der Messstellen des Deutschen Wetterdienstes. Über 99 % zeigen niedrigere Werte an. Der trockenste Monat ist der September; am meisten regnet es im November. Im niederschlagreichsten Monat fällt rund 1,4 mal mehr Regen, als im trockensten Monat. Die jahreszeitlichen Niederschlagschwankungen liegen im oberen Drittel. In über 87 % aller Orte schwankt der monatliche Niederschlag weniger.

## Bevölkerung

### Bevölkerungsentwicklung
Die Zahl der Einwohner Aiterns entwickelte sich wie folgt:
| Jahr | Einwohner |
| ---- | --------- |
| 1961 | 389       |
| 1968 | 425       |
| 1974 | 519       |
| 1980 | 504       |
| 1985 | 516       |
| 1990 | 594       |

| Jahr | Einwohner |
| ---- | --------- |
| 1995 | 561       |
| 2000 | 586       |
| 2005 | 549       |
| 2010 | 550       |
| 2015 | 553       |
| 2020 | 524       |

### Religiöse Gliederung
Durch die Zugehörigkeit Aiterns zur Grundherrschaft St. Blasien war die Gemeinde traditionell mehrheitlich katholisch. Erst Ende des 19. Jahrhunderts kamen erste protestantische Einwohner nach Aitern.
Die Verteilung der Konfessionen in Aitern verteilte sich über die Jahre wie folgt:
| Religionszugehörigkeit in Adelhausen | Religionszugehörigkeit in Adelhausen | Religionszugehörigkeit in Adelhausen | Religionszugehörigkeit in Adelhausen |
| Jahr                                 | Religion                             | Religion                             | Religion                             |
| ------------------------------------ | ------------------------------------ | ------------------------------------ | ------------------------------------ |
|                                      | evangelisch                          | katholisch                           | sonstige                             |
| 1900                                 | 0,5 %                                | 99,5 %                               | 0,0 %                                |
| 1925                                 | 5,0 %                                | 95,0 %                               | 0,0 %                                |
| 1970                                 | 8,2 %                                | 87,2 %                               | 4,6 %                                |
| 1987                                 | 11,1 %                               | 84,9 %                               | 4,0 %                                |

## Geschichte
Bodenfunde erlauben den Schluss, dass das Gemeindegebiet schon vor mehr als 2000 Jahren von keltischen Bauern besiedelt war. Bei Ausgrabungen fand man auf 910 Meter Höhe einen Feuerstein aus der Mittleren Steinzeit. Der Fund zählt zu den wenigen Zeugnissen menschlicher Besiedlung in den Hochlagen des Schwarzwaldes zu jener Zeit.
Aitern wurde im Jahre 1352 erstmals mit der Namensform Eitra bzw. ze Aytra urkundlich erwähnt. Der Name leitet sich aus dem vorgermanischen Ausdruck aitra ab, der „fließendes Wasser“ bedeutet. Aitern zählt zu den ältesten Siedlungen des hinteren Wiesentals. Es soll ursprünglich aus drei Höfen bestanden haben, die eine Gemarkung bildeten. Ein Hof ist 1387 als „nider meygers Hofstatt“ erwähnt. Der Ort gehörte zum Kloster St. Blasien bis zu dessen Säkularisation im Jahr 1806, als Aitern badisch wurde.
Ende des 19. Jahrhunderts wurde Multen, 1934 Holzinshaus und Rollsbach zur Aitern eingemeindet. Bis nach dem Zweiten Weltkrieg war Haupteinnahmequelle in Aitern die Landwirtschaft. Zusätzliche Arbeitsplätze entstanden durch die in Schönau einsetzende Industrialisierung. Ein typischer Beruf für Aitern war der sogenannte Bürstenhölzlemacher. Nach dem Bau der Belchenstraße kamen die ersten Überlegungen auf, den Tourismus zu fördern.

## Politik

### Gemeinderat

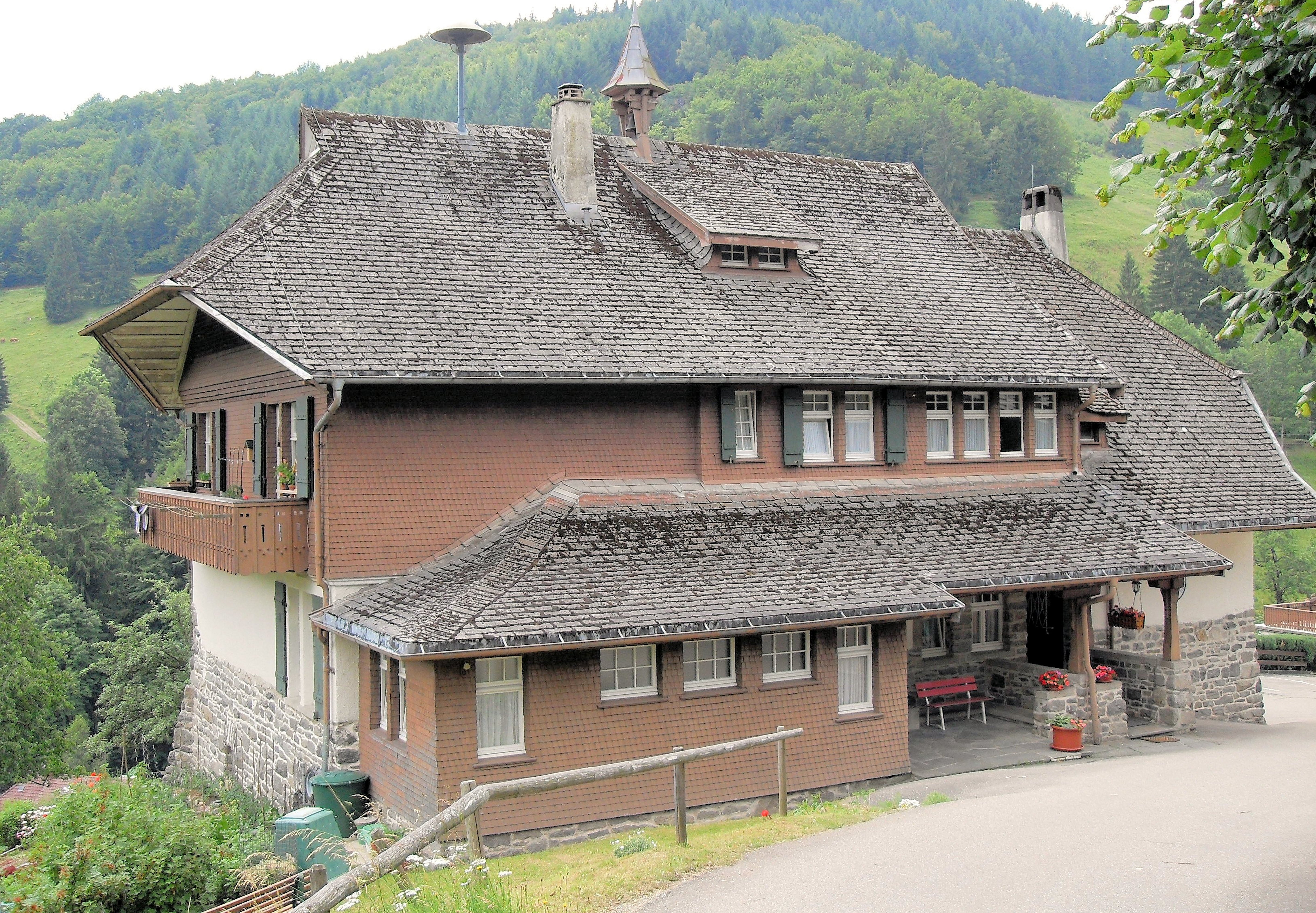
Rathaus Aitern

Der Gemeinderat in Aitern hat acht Mitglieder. Er besteht aus den ehrenamtlichen Gemeinderäten und dem Bürgermeister als Vorsitzender. Der Bürgermeister ist im Gemeinderat stimmberechtigt. Bei der Kommunalwahl am 26. Mai 2019 wurde der Gemeinderat durch Mehrheitswahl gewählt. Mehrheitswahl findet statt, wenn kein oder nur ein Wahlvorschlag eingereicht wurde. Die Bewerber mit den höchsten Stimmenzahlen sind dann gewählt. Die Wahlbeteiligung betrug 68,1 % (2014: 72,3 %).

### Wappen und Siegel
Das Wappen von Aitern zeigt zwei Bergmannseisen, welche den einstigen Bergbau symbolisieren, die von einem diagonal verlaufenden Fluss getrennt werden. Die Hammerköpfe sowie der Wellenschrägbalken sind blau, die Stiele des Hammers schwarz. Die Flaggenfarben wurden im Jahre 1933 festgelegt. Der Wellenbalken symbolisiert den Aiternbach, der durch die Gemeinde fließt.
Das Gemeindesiegel zeigte im 19. Jahrhundert zwischen Rankenwerk den Buchstaben A, überhöht von der großherzoglichen Krone und einer Umschrift Gemeinde Aitern. Dieses Siegelbild wurde 1907 auf Vorschlag des Generallandesarchivs durch das oben beschriebene Wappen ersetzt.

## Bildung
Aitern verfügt über eine Grundschule und einen Kindergarten. Hauptschüler besuchen die Schule im nahe gelegenen Schönau im Schwarzwald; dort existiert auch ein Gymnasium. Die nächstgelegene Realschule befindet sich in Zell im Wiesental.